# 亨訥山 (基茨比爾阿爾卑斯山脈)
47°25′42″N 12°32′36″E / 47.42833°N 12.54333°E

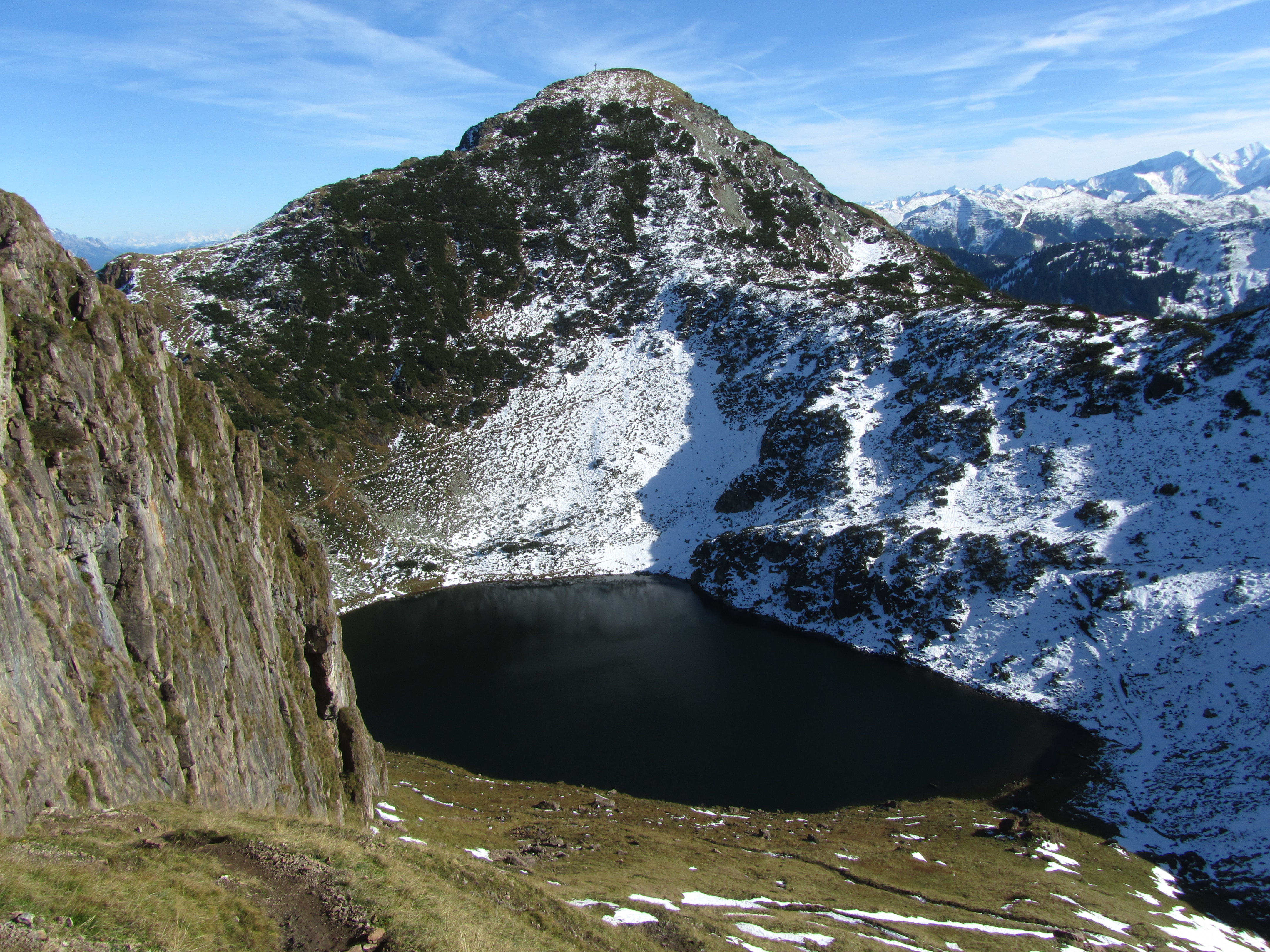

亨訥山（德語：Henne），是奧地利的山峰，位於該國西部，由蒂羅爾州負責管轄，屬於基茨比爾阿爾卑斯山脈的一部分，距離維爾德塞洛德山0.9公里，海拔高度2,078米。